# Krzysztof Skóra (manager)
Krzysztof Ryszard Skóra (ur. 7 listopada 1957 w Międzylesiu) – polski ekonomista, samorządowiec, polityk, menedżer.

## Życiorys
Syn Jana i Marianny Skóra. Ma młodszą siostrę Małgorzatę i żonę Urszulę. W 1980 roku ukończył studia na Wydział Zarządzania i Informatyki Akademii Ekonomicznej we Wrocławiu, gdzie studiował kierunek: Organizacja i Zarządzanie oraz studia podyplomowe na kierunku Finanse i Bankowość. Prowadził własną działalność gospodarczą z zakresu usług finansowo-księgowych doradztwa.
W latach 2006–2008 i od lutego 2016 do października 2016 prezes zarządu KGHM Polska Miedź SA. W latach 2007–2008 pełnił funkcję wiceprezydenta Konfederacji Pracodawców Polskich. 
Jest działaczem Prawa i Sprawiedliwości. W wyborach w 2014 kandydował z powodzeniem z listy nr 3 (PiS) na radnego Sejmiku Województwa Dolnośląskiego.
W 1994 otrzymał Brązowy Krzyż Zasługi.